# 영광의 30년

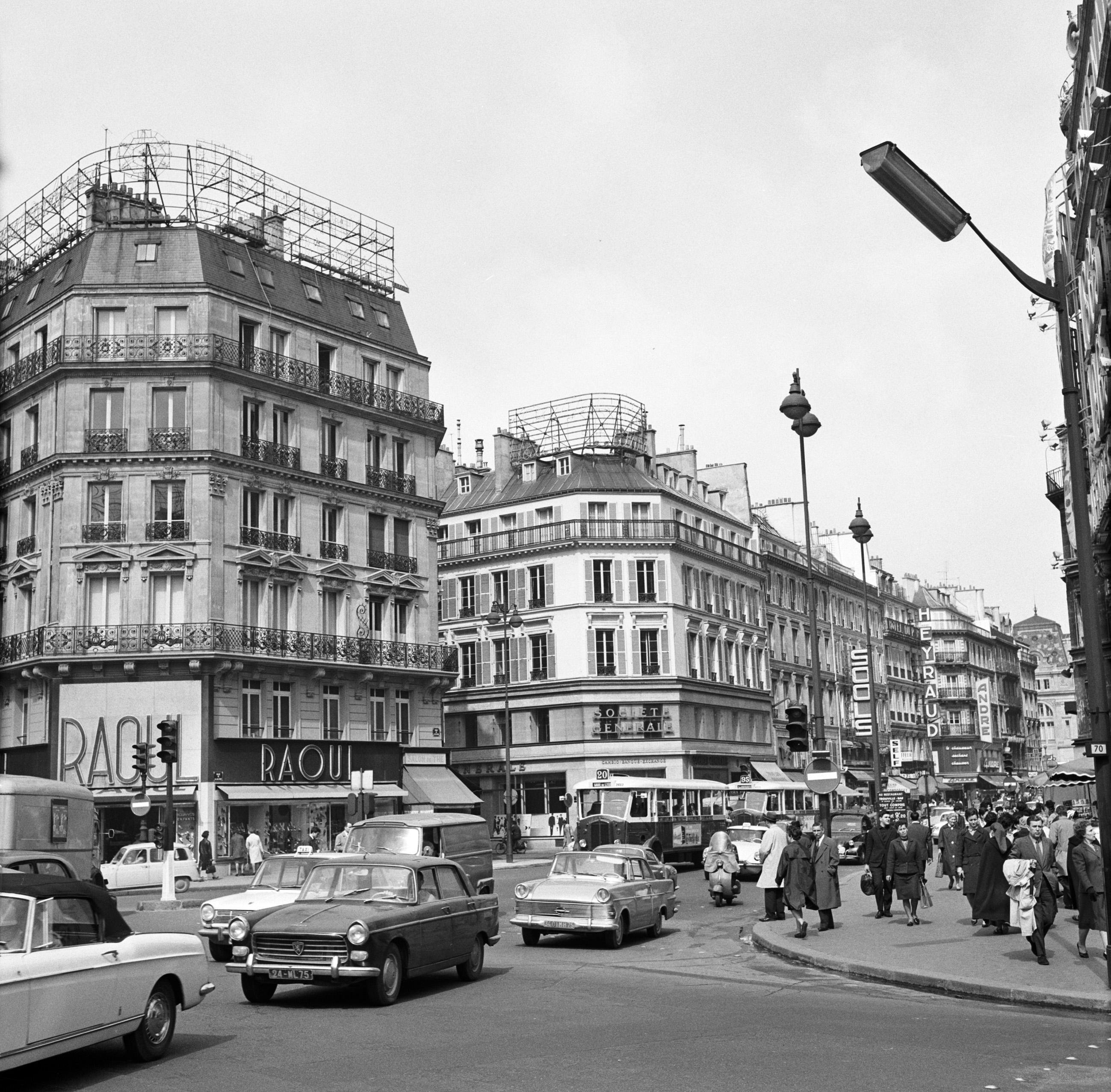
1965년 프랑스의 어느 도시

영광의 30년(프랑스어: Les Trente Glorieuses 레 트랑트 글로리외즈[*])은 제2차 세계대전 종전 이후 1945년부터 1975년까지 30여년간의 프랑스의 경제성장을 의미하는 표현이다. 이 표현은 7월 혁명의 다른 표현인 '영광의 3일'(프랑스어: Trois Glorieuses 트루아 글로리외즈[*])에서 유래한 것으로, 프랑스의 인구통계학자 장 푸라스티에의 1979년 저서 《영광의 30년 : 1946년부터 1975년까지의 보이지 않는 혁명》 (Les Trente Glorieuses, ou la révolution invisible de 1946 à 1975)에서 처음 등장했다.
1944년, 샤를 드골은 지도주의 경제 정책을 선언하면서, 경제에 대한 광범위한 통제를 수반하지만 자본주의의 원칙은 준수하는 경제 원칙을 도입했다. 이 정책 이론에 따라 30여년간 유례없는 경제성장을 보였고, 이것이 바로 '영광의 30년'이다. 30여년간 프랑스의 경제성장은 프랑스 자체 계획인 모네 플랜과 미국의 마셜 플랜을 통한 지원을 통해 이뤄졌으며, 프랑스 경제는 서독, 이탈리아, 일본과 같은 다른 선진국 경제처럼 빠르게 성장했다.
1946년부터 1950년까지 전쟁 피해로 인해 침체된 경제와 전쟁 피해로 파괴된 인프라의 영향으로 프랑스는 실질적인 성장을 이루지 못했고, 전쟁과 그로 인한 생활 여건은 전쟁 후에도 매우 어려웠다. 또한 그 당시 프랑스의 물가는 급등했다. 1947년에서 1948년까지 시행된 배급제와 주택 위기는 제2차 세계대전으로 여전히 상처받은 국민들의 문제를 부각시켰다.
이 30여년간의 경제적 번영은 높은 생산성·높은 평균 임금·높은 소비 증가가 어울려져 이뤄졌으며, 또한 이 시기 프랑스의 사회보장제도가 매우 확충되었다. 다양한 연구에 따르면, 1950년에서 1975년 사이에 평균 프랑스 노동자의 급여 실질 구매력은 170% 증가했고, 1950년에서 1974년 사이에 전체 민간 소비는 174% 증가했다.
프랑스의 생활 수준은 두번의 세계대전의 영향에도 불구하고, 세계적으로도 상위권 수준으로 도약했다. 또한 프랑스의 도시화는 가속되어 많은 농촌지역 데파르트망은 인구가 감소했지만 파리 등 대도시는 매우 성장했다. 이 생활수준의 향상으로 프랑스인들은 다양한 가전제품 등을 더 많이 사용하게 되었고, 경제성장으로 인해 프랑스 노동자의 임금이 크게 인상되었다.
역사가 장 블롱델과 도널드 제프리 찰튼의 1974년 연구에 따르면,
프랑스가 여전히 전화 보급이 뒤처지는 상황이라지만, 노동계급의 주거가 눈에 띄게 개선되었고 텔레비전부터 자동차에 이르기까지 소비 사회의 다양한 '도구'가 이제 다른 서유럽 국가들보다 훨씬 더 노동계급이 활발하게 구매하고 있다.
프랑스의 경제학자 토마 피케티는 자신의 책 《21세기 자본》에서 '영광의 30년'은 두 차례의 세계대전 이후 이례적인 '따라잡기' 기간으로 꼽힌다고 평가했다. 그는 선진국의 일반적인 경제성장률이 약 1.5~2%인 반면, 유럽의 경우 1913년부터 1950년까지 0.5%로 떨어졌다가 1950년부터 1970년까지 4%의 성장률로 '따라잡기'하다가 1970년 이후 1.5~2%로 안정세를 되찾았다는 통계를 근거로 이를 지적했다.

## 같이 보기
- 모네 플랜
- 한강의 기적
- 고도경제성장
- 라인강의 기적
- 전후 경제호황

## 참고 문헌
- Fontanela, Jacques; Hébert, Jean-Paul (2007년 10월 19일). “The end of the 'French grandeur policy'” (PDF). 《Defence and Peace Economics》 8 (1): 37–55. doi:10.1080/10430719708404868.
- 볼크마르 라우버, 《The political economy of France: from Pompidou to Mitterrand》 (Praeger Publishers, 1983년)